# Parafia św. Mateusza Apostoła w Czeladzi
Parafia św. Mateusza Apostoła w Czeladzi – rzymskokatolicka parafia należy do dekanatu czeladzkiego, w diecezji sosnowieckiej. Erygowana w 1985 roku.

## Historia
27 września 1983 roku bp częstochowski Stefan Bareła ustanowił wikariat terenowy na osiedlu „Musiała”. Początkowo msze święte odprawiano w kaplicy przy ul. Powstańców Śląskich. 
25 maja 1985 roku dekretem biskupa Stanisława Nowaka została erygowana parafia pw. św. Mateusza Apostoła. Najpierw zbudowano kaplicę i pomieszczenia kościelne, które 21 września 1986 roku zostały poświęcone. 
25 marca 1992 roku parafia weszła w skład nowej diecezji sosnowieckiej. Po przebudowaniu kaplicy na kościół, 21 września 1995 roku bp Piotr Skucha dokonał jego konsekracji.
Proboszczami parafii byli: ks. Jan Kantor, ks. Jan Gaik, ks. Jan Błaszczyk, ks. Stanisław Rozner.
Na terenie parafii jest 3 400 wiernych. 

## Terytorium parafii
Ulice: Górnicza, Miła, 21 Listopada, Dehnelów, Powstańców Śląskich, Skłodowskiej, Węglowa.